# Anaximandro Bermúdez Morales
Anaximandro Bermúdez Morales (Petorca, 1901 - Santiago, 21 de octubre de 1974) fue un abogado y político liberal chileno. Desde 1944 hasta 1947 fue alcalde de la comuna de Iquique.

## Datos biográficos
Hijo de Manuel Bermúdez y María Antonia Morales.
Educado en el Liceo de San Felipe y en la Universidad de Chile, de donde egresó como abogado (1930). Se desempeñó como abogado en La Ligua, Calama e Iquique.
Miembro del Partido Liberal.
Alcalde de la Municipalidad de Iquique (1944-1947). Durante su administración reconoció los servicios de José Marinzulich Zacevic, un marino croata que desarrolló su carrera militar en la zona de Iquique, a quien le regaló una corona de oro y diamantes por sus 50 años al servicio del orden nacional.
Fomentó en su administración las instalaciones deportivas. Financió escuelas de basquetball y fútbol amateur. Recibió y condecoró a la Asociación de Basquetball Clodomiro Pizarro, que triunfó en las competencias escolares celebradas en Valparaíso.
Fue también un importante cultivador de las artes escritas. El mismo fue un asiduo escritor de artículos literarios y políticos en el diario "El Tarapacá". Además, inauguró tres bibliotecas y entregó recursos para la creación de dos escuelas de arte en la ciudad.
En 1952 se dedicó nuevamente al derecho y a escribir artículos legales en Santiago. Volvió a Iquique, a ser Regidor (1960-1963), tras lo cual volvió a la capital a desempeñarse como abogado.